# Neodaksha agrossa
Neodaksha agrossa är en insektsart som beskrevs av Medler 1996. Neodaksha agrossa ingår i släktet Neodaksha och familjen Flatidae. Inga underarter finns listade i Catalogue of Life.